# Cathédrale Saint-François-Xavier de Geraldton
Cette  cathédrale n’est pas la seule cathédrale Saint-François-Xavier.
La cathédrale Saint-François-Xavier est un édifice religieux catholique  qui est la cathédrale du diocèse catholique de Geraldton (en), en Australie-Occidentale. Réalisée par Mgr John Hawes à la demande des missionnaires, elle est dédiée à saint saint François Xavier, missionnaire jésuite et apôtre de l'Asie.